# نیکول انیستون
اشلی نیکول میلر (به انگلیسی: Ashley Nicole Miller) (زادهٔ ۹ سپتامبر ۱۹۸۷ در ریورساید، کالیفرنیا) شناخته شده با نام نیکول انیستون (به انگلیسی: Nicole Aniston) یک مدل عکاسی شهوانی و یک بازیگر پورنوگرافی آمریکایی است.

## زندگی‌نامه و حرفه

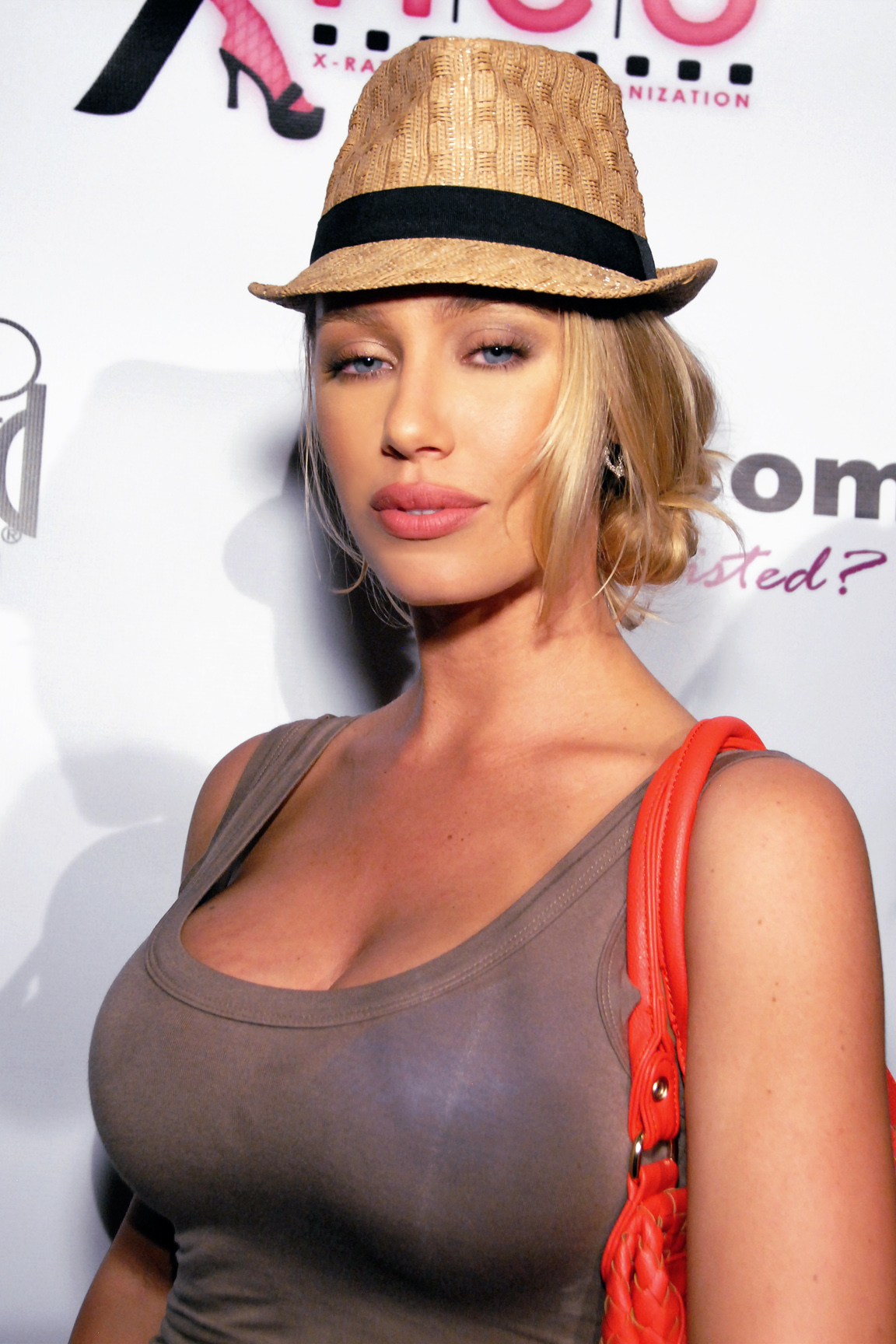
انیستون در سال ۲۰۱۲

نیکول انیستون پیش از ورود به حرفه پورنوگرافی به‌طور همزمان در بانک و همچنین به عنوان مدل برای عکاس معروف دنیای پورنوگرافی، سوز رندال مشغول به کار بوده‌است. به گفته خودش، او فعالیت خود را از سال ۲۰۰۹ در صنعت پورن آغاز کرده‌است. در طی این سالها نیکول انیستون با شرکت‌های بزرگی همچون برازرز، هاستلر، اویل انجل، ویکد پیکچرز، آدام و ایو و پیور مدیا پلی بلکد همکاری داشته‌است.
در اواخر سال ۲۰۱۷ نیکول در فصل ۲ مجموعه Brazzers House شرکت کرد. در این مجموعه ۱۰ ستاره برجسته پورنو برای چند هفته با هم در یک عمارت زندگی می‌کنند که در برنده نهایی با رأی هواداران برنده ۲۰ هزار دلار می‌شود. انیستون به فینال راه یافت اما مونیک الکساندر برنده نهایی مجموعه شد.
مطابق اطلاعات بانک اطلاعات اینترنتی فیلم بزرگسالان، او در از ابتدای فعالیت خود تا کنون در بیش از ۵۰۰ فیلم حضور داشته‌است.

## زندگی شخصی
انیستون گیاهخوار و فعال حقوق حیوانات است و به‌طور آشکار و حتی در حین فیلمبرداری ماری جوآنا مصرف می‌کند، همچنین او مدافع جرم زدایی نسبت به استفاده از آن در ایالات متحده همانند استفاده از ماری جوآنای طبی می‌باشد. وی دارای اصلیت آلمانی و یونانی است. او در بسیاری از صحنه‌ها به همراه بازیگران مرد عمل پس ریزی منی را انجام می‌دهد و یکی از بازیگرانی است که در دهه ۲۰۱۰ بیشترین صحنه‌های مرتبط با انزال داخلی در فیلم‌های پورن را دارد. او همچنین علاقه زیادی به پوزیشن سوارکاری دارد و در اکثر فیلم‌های خود این پوزیشن را اجرا می‌کنند.

## جوایز
| سال  | مراسم      | نتیجه    | جایزه                    |
| ---- | ---------- | -------- | ------------------------ |
| ۲۰۱۳ | پنت هاوس   | برنده    | مدل برگزیده سال پنت هاوس |
| ۲۰۱۵ | جایزه XBIZ | نامزدشده | بهترین صحنه              |